# Simone Faggioli
Simone Faggioli (ur. 24 lipca 1978 we Florencji) – włoski kierowca wyścigowy.

## Kariera
Faggioli rozpoczął karierę w wyścigach samochodowych w 2001 roku od startów Mistrzostwach Włoch w Wyścigach Górskich za kierownicą prototypu Osella BMW. Już w drugim sezonie startów zdobył tytuł mistrzowski w klasie CN4. Sukces ten Włoch powtórzył jeszcze czterokrotnie w latach 2003–2004, 2006–2007. W 2005 roku Faggioli wystartował w Mistrzostwach Europy w Wyścigach Górskich, gdzie w końcowej klasyfikacji kategorii 2 był najlepszy. Od 2010 roku Włoch łączy starty w Mistrzostwach Europy i w Mistrzostwach Włoch. Na europejskich trasach jest klasyfikowany w kategorii 2, a we Włoszech w kategorii E2M. Właśnie w tych kategoriach pozostaje niepokonany od 2010 roku.